# Kanton Saint-Aubin-du-Cormier
Saint-Aubin-du-Cormier is een voormalig kanton van het Franse departement Ille-et-Vilaine. Het kanton maakte deel uit van het arrondissement Fougères-Vitré. Het werd opgeheven bij decreet van 18 februari 2014 met uitwerking op 22 maart 2015. Alle gemeenten werden opgenomen in het nieuwe kanton Fougères-1.

## Gemeenten
Het kanton Saint-Aubin-du-Cormier omvatte de volgende gemeenten:
- La Chapelle-Saint-Aubert
- Gosné
- Mézières-sur-Couesnon
- Saint-Aubin-du-Cormier (hoofdplaats)
- Saint-Christophe-de-Valains
- Saint-Georges-de-Chesné
- Saint-Jean-sur-Couesnon
- Saint-Marc-sur-Couesnon
- Saint-Ouen-des-Alleux
- Vendel